# Jaka Grosar
Jaka Grosar (* 4. April 1978 in Kranj) ist ein ehemaliger slowenischer Skispringer.

## Werdegang
Grosar, der für den Verein SK Tržič Trifix startete, gab sein internationales Debüt im Skisprung-Continental-Cup in der Saison 1994/95. In seiner ersten Saison erreichte er mit 42 Punkten Rang 127 in der Gesamtwertung. Bei seinem ersten Auftritt im A-Kader beim Skisprung-Grand-Prix 1995 reichte es nach vier Springen für ihn mit 189 Punkten zu Rang 59, fünf Punkte vor seinem direkt dahinter platzierten Landsmann Samo Gostiša.
Die Saison 1995/96 verlief von Anfang an besser als die des Vorjahres, so dass er am 14. Januar 1996 im Schweizer Engelberg sein Debüt im Skisprung-Weltcup feierte. Dabei reichte es jedoch nur für den 48. Platz. Zwei Wochen später gewann Grosar bei der Nordischen Junioren-WM 1996 mit der Mannschaft, zu der auch Matija Stegnar, Peter Žonta und Primož Peterka gehörten, die Bronzemedaille im Teamspringen.
Die Continental-Cup-Saison beendete er im März auf dem 63. Platz der Gesamtwertung. Kurz darauf sprang er in Oslo vom Holmenkollbakken noch einemal im Weltcup, schied aber mit dem vorletzten Rang nach dem ersten Durchgang aus. In der folgenden Saison 1996/97 konnte er an die Leistungen des Vorjahres nicht mehr anknüpfen. Mit nur 84 erreichten Punkten stand er am Ende auf dem 111. Platz der Continental-Cup-Gesamtwertung. Trotz dieser schwachen Leistung bekam Grosar im März den Startplatz für den Skiflug-Weltcup in Planica. In den beiden Springen erreichte er die Plätze 48 und 45 und konnte sich so erneut nicht in der Weltspitze platzieren.
In seinen letzten beiden Jahren im Continental Cup bis zu seinem Karriereende erreichte Grosar nur selten Top-Platzierungen und konnte auch in der Gesamtwertung nur eine Platzierung jenseits der Top 100 erreichen. Beste Platzierung war ein zweiter Platz am 15. August 1998 auf der Średnia Krokiew in Zakopane.

## Erfolge

### Grand-Prix-Platzierungen
| Saison | Platz | Punkte |
| ------ | ----- | ------ |
| 1995   | 058.  | 189    |

### Continental-Cup-Platzierungen
| Saison  | Platz | Punkte |
| ------- | ----- | ------ |
| 1994/95 | 127.  | 042    |
| 1995/96 | 063.  | 143    |
| 1996/97 | 111.  | 084    |
| 1997/98 | 127.  | 061    |
| 1998/99 | 115.  | 101    |